# Paratropis scruposa
Paratropis scruposa är en spindelart som beskrevs av Simon 1889. Paratropis scruposa ingår i släktet Paratropis och familjen Paratropididae.
Artens utbredningsområde är Peru. Inga underarter finns listade i Catalogue of Life.